# باروت سیاه

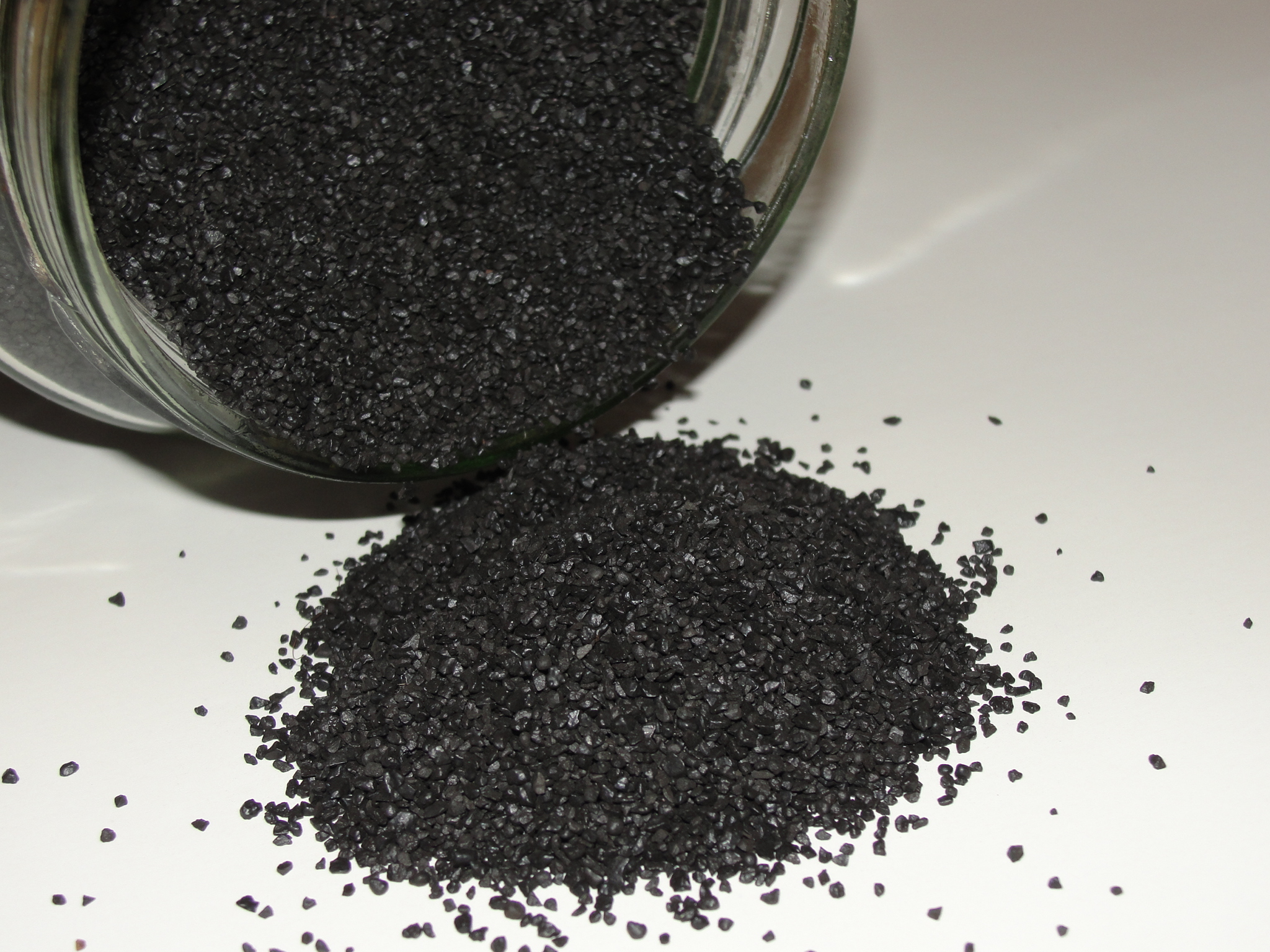
باروت سیاه

باروت سیاه نخستین گونهٔ باروت بود که احتمالاً مردم چین آن را در سده ۷ تا ۹ میلادی اختراع کردند. باروت سیاه از مواد منفجره سریع احتراق است و در محیط باز در بهترین حالت با سرعت چند متر بر ثانیه میسوزد، در محفظه بسته به سبب آزاد شدن گاز های فشرده بیش از ظرفیت محفظه، باعث انفجار محفظه یا راندن گلوله شده، که باعث تولید صدای بلند و موج ضربه ای میشود. باروت بی دود باروت مدرنی است که امروزه جایگزین باروت سیاه شده است.

## تاریخچه
باروت سیاه تا قرن سیزدهم در اروپا ناشناخته بود تا اینکه یک راهب انگلیسی به نام راجربیکن در ۱۲۴۹ با آزمایش روی پتاسیم نیترات، باروت سیاه را تهیه کرد. در ۱۳۲۰ یک راهب آلمانی به نام برتهولد شوارتز با مطالعه نوشته‌های بیکن شروع به ساخت باروت سیاه و مطالعه خواص آن کرد. احتمالاً نتایج تحقیقاتی شوارتز استفاده از باروت سیاه در اروپای مرکزی را تسریع کرد. تا اواخر قرن ۱۳، بیشتر کشورها باروت سیاه را به عنوان سلاح نظامی برای تخریب قلعه‌ها و شهرها به کار می‌گرفتند.
باروت سیاه حاوی یک سوخت و یک اکسنده است. سوخت یک مخلوط پودری از زغال سنگ و گوگرد است که با پتاسیم نیترات (اکسنده) مخلوط می‌شود. فرایند اختلاط در ۱۴۲۵ هنگامی که فرایند ریزکردن ذرات یا دانه‌بندی توسعه پیدا کرده بود، فوق‌العاده پیشرفت کرد. از چرخ‌های سنگین برای آسیاب‌کردن و پرس سوخت‌ها و اکسندهها به صورت یک توده جامد که متعاقباً به دانه‌های کوچکتری تبدیل می‌شوند، استفاده شد. این دانه‌ها حاوی مخلوط یکنواختی از سوخت و اکسنده است، در نتیجه باروت سیاهی به دست می‌آید که از نظر فیزیکی و انفجار برتری دارد. باروت ریز شده به تدریج در اسلحه‌های کوچک و نارنجک‌های دستی در طول قرن ۱۵ و اسلحه‌های بزرگ در قرن ۱۶ مورد استفاده قرار گرفت.
آسیاب‌های باروت سیاه (مورد استفاده در فرایند ریزکردن) در فاصله سال‌های ۱۶۰۳–۱۵۵۴ در رادرهایث و والتهام ابی در انگلستان ساخته شدند.
اولین یادداشت‌های استفاده از باروت سیاه در مهندسی عمران مربوط به سال‌های ۱۵۷۲–۱۵۴۸ برای لایروبی رودخانه نیمن در اروپای شمالی و سال ۱۶۷۲ برای بازیابی معادن مجارستان به عنوان کمک انفجار بوده‌است. به زودی از باروت سیاه به منظور انفجار در آلمان، سوئد و سایر کشورها استفاده شد. استفاده از باروت سیاه به منظور انفجار در انگلستان برای اولین بار در ۱۶۷۰ در معادن مس کرنیش صورت گرفت. صنایع بوفورس در سوئد در ۱۶۴۶ تولیدکننده عمده باروت تجارتی در اروپا بود.
باروت سیاه تا سال‌ها در انواع سلاح گرم و نیز به‌عنوان ماده منفجره در حفاری معدن به‌کار می‌رفت تا آن که اختراع انواع باروت بی‌دود که مخلوطی از نیتروسلولز و نیتروگلیسرین و زغال‌سنگ است، جای آن را گرفت.

## روش ساخت
باروت سیاه مخلوطی فیزیکی از گوگرد و کربن و پتاسیم نیترات است که به ترتیب نسبت‌های۱۰٪ و ۱۵٪ و ۷۵٪ که از حدود چند قرن پیش به عنوان فرمول استاندارد باروت سیاه شناخته شده است، ساخته میشود.گاز های خروجی مهم ترین عامل انفجاری بودن این ماده هستند.
2 KNO3 + 3 C + S → K2S + 3 CO2 + N2 + q